# تاکاکو هوندا
تاکاکو هوندا (انگلیسی: Takako Honda; ۱۴ اوت ۱۹۷۲ – ) صداپیشگی در ژاپن اهل ژاپن بود. وی از سال ۱۹۹۸ میلادی تاکنون مشغول فعالیت بوده‌است.